# Ga Darwol
Ga Darwol (Tiếng Hàn: 달월역, Hanja:達月驛) là ga tàu điện ngầm trên Tuyến Suin–Bundang, nằm ở Wolgot-dong, Siheung-si, Gyeonggi-do. Nó được khai trương vào ngày 27 tháng 12 năm 2014.

## Bố trí ga
| ↑ Oido   |
| \| １    |
| Wolgot ↓ |

| １ | ●Tuyến Suin–Bundang | → Hướng đi Incheon Nonhyeon · Yeonsu · Incheon → |
| ２ | ●Tuyến Suin–Bundang | ← Hướng đi Oido · Suwon · Wangsimni              |